# 高田理美
高田 理美（たかだ さとみ）は、日本の漫画家である。北海道出身。「まんがスポーツ」でのデビュー当時は恩田郁（おんだ かをる）のペンネームであった。その後、高田さとみを経て現在に至る。
単純な描線でお笑い4コマ漫画を描く。描線は初期のものは太く柔らかであるが、後期になるに従って細く硬質なものに変化してゆく。ベタで塗りつぶされた丸く大きな目が特徴。これによって「独特の無表情」の表情を表現している。

## 代表作
- 無法地帯ウルトラA（恩田郁名義）（月刊まんがスポーツ：芳文社）
- 若気のいたりちゃん（月刊まんがハイム：徳間書店）
- お天気KIDS（月刊まんがタイムスペシャル：芳文社）
- 聖ポーリア女学園（月刊まんがタイムラブリー、単行本1巻：芳文社）
- 楽楽OL24時（月刊まんがタイムスペシャル：芳文社）